# Бейкер, Джошуа
Джо́шуа Бе́йкер (англ. Joshua Baker; 23 марта 1799, округ Мейсон, Кентукки — 16 апреля 1885, Лайм, Коннектикут) — американский политик, 22-й губернатор Луизианы.

## Биография

### Ранние годы
Джошуа Бейкер родился в округе Мейсон, штат Кентукки, в семье Джошуа и Сьюзан (урожденной Льюис) Бейкер. В 1803 году семья переехала на Территорию Миссисипи, а в 1811 году они поселились на плантации Оклаун в округе Сент-Мери Орлеанской Территории.

### Образование и военная служба
В 1817—1819 годах Бейкер учился в Военной академии США в Вест-Пойнте. После окончания обучения ему было присвоено звание второго лейтенанта и он был прикомандирован к артиллерийскому корпусу Армии США. Перед выходом в отставку Бейкер непродолжительное время служил помощником профессора в Вест-Пойнте. В 1821 году он переехал в Литчфилд, Коннектикут, где изучил право и в 1822 году был принят в коллегию адвокатов округа Мейсон. Бейкер вернулся в Луизиану, где в 1822—1829 и 1832—1838 годах занимался юридической практикой в конторе Джона Бронсона города Опелусас.
В 1825 году Бейкер женился на Фрэнсис Эштон Стил из Опелусаса. У них родилось трое детей, прежде чем она умерла 17 августа 1831 года. В 1826—1829 годах Бейкер был полковником милиции штата Луизиана. Он также работал на инженерных проектах в округе Плакмин до 1829 года, когда был назначен судьёй округа Сент-Мери; должность он занимал до 1839 года.
В 1832 году Бейкер повторно женился на Кэтрин Фрэнсис Паттон из Фэрфакса, Виргиния. У них было двое детей. В 1833—1838 годах Бейкер был помощником инженера Луизианы, а в 1840—1845 годах — руководителем службы общественных работ штата. Затем его произвели в капитаны кавалерии и в 1846—1851 и 1853 годах он возглавлял милицию Луизианы, после чего был назначен в Совет посетителей Военной академии США, где служил до 1861 года.

### Гражданская война и губернаторство
В 1861 году, после сецессии и начала Гражданской войны, полковник Бейкер вышел в отставку и переехал во Франклин, штат Луизиана. Как консервативный демократ, выступающий против отделения, он решил сотрудничать с армией Союза. 8 января 1868 года Бейкер принял присягу на верность Союзу и был назначен генералом Уинфилдом Хэнкоком на должность военного губернатора Луизианы, чтобы закончить срок подавшего в отставку Бенджамина Фландерса.
На посту губернатора Бейкер придерживался мягкого плана реконструкции президента Эндрю Джонсона. Его администрация мало влияла на курс правительства штата Луизиана. 10 марта 1868 года губернатор Бейкер был арестован и ему было предъявлено обвинение в лжесвидетельствовании. 27 июня 1868 года Бейкер и генерал Хэнкок были отстранены от власти.
Бейкер ушёл с государственной службы, вернулся на свою плантацию и к юридической практике. Он скончался 16 апреля 1885 года в городе Лайм, Коннектикут, приехав в гости к своей дочери Маргарет. Похоронен на кладбище Гринвуд в Бруклине, Нью-Йорк.